# Grundlæggende SI-enheder
| Størrelse                | Enhed    | Symbol |
| ------------------------ | -------- | ------ |
| Længde                   | meter    | m      |
| Masse                    | kilogram | kg     |
| Tid                      | sekund   | s      |
| Elektrisk strøm          | ampere   | A      |
| Stofmængde               | mol      | mol    |
| Lysstyrke                | candela  | cd     |
| Termodynamisk temperatur | kelvin   | K      |

De grundlæggende SI-enheder, også kaldet grundenheder, er syv fysiske enheder som er defineret i SI-systemet. De er defineret ud fra syv naturkonstanter. Ud fra disse syv enheder kan de afledte SI-enheder udledes.
Siden den 20. maj 2019, 144 år efter vedtagelsen af meterkonventionen i 1875, er alle grundenheder nu defineret ud fra naturkonstanter, der bl.a. omfatter Plancks konstant, elementarladningen, Boltzmanns konstant og Avogadros konstant. Fra denne dato ændrede man definitionen af mol, kelvin, ampere og kilogram. De tre øvrige grundenheder var allerede defineret ud fra naturkonstanter. Metersystemet bruges i størstedelen af verden på nær USA, Liberia og Myanmar.

## SI-enheder
| Størrelse                | Enhed    | Enhedens symbol | Definition |
| ------------------------ | -------- | --------------- | --- |
| Længde                   | meter    | m               | Meter er defineret ved at fastsætte lysets hastighed i vacuum til c = 299.792.458 m/s. Heraf følger, at 1 meter svarer til den distance lyset tilbagelægger i det tomme rum på 1/299.792.458 sekund. Oprindelig (i 1791) blev en meter defineret som 1/10.000.000 af den afstand, der er fra jordens ækvator til nordpolen, målt gennem Paris. |
| Tid                      | sekund   | s               | Varigheden af 9.192.631.770 svingninger af den elektromagnetiske stråling der fremkommer ved overgangen mellem de to hyperfinstruktur-niveauer i grundtilstanden for cæsium-133-atomet. Dagen er opdelt i 24 timer, hver time opdelt i 60 minutter og hvert minut opdelt i 60 sekunder. Et sekund er 1/(24 · 60 · 60) af en dag. Historisk var et døgn defineret som den gennemsnitlige tid, det tager fra solen står højst ved middag den ene dag til den næste dags middag. |
| Masse                    | kilogram | kg              | Defineret ud fra Plancks konstant, der er en fundamental naturkonstant, hvis værdi er sat til h = 6,62607015·10-34 J∙s (joule gange sekund). |
| Elektrisk strøm          | ampere   | A               | Defineret ud fra elementarladningen, det mindste kvantum af elektrisk ladning: Ladningen af en elektron (negativ) eller en proton (positiv), der er bestemt til 1,602176634 ·10-19 C. |
| Termodynamisk temperatur | kelvin   | K               | Defineret ud fra Boltzmanns konstant, der er en universalkonstant med betegnelsen k, hvis værdi er sat til k = 1,380649∙10-23 J/K. |
| Stofmængde               | mol      | mol             | Avogadros konstant, en fysisk konstant, som angiver antallet af molekyler i ét mol af et stof. Konstanten, hvis internationale symbol er NA, er pr. definition sat til 6,02214076·1023. |
| Lysstyrke                | candela  | cd              | 1 candela er lysstyrken i en given retning af en lyskilde, som udsender monokromatisk lys med en frekvens på 540 × 1012 Hz, og hvis strålingsstyrke i denne retning er 1/683 W/sr. |

## Udviklingen af SI-enheder
I begyndelsen af den Franske Revolution besluttede lederne af det franske Assemblée nationale constituante (grundlovgivende nationalforsamling) at introducere et nyt system af måleenheder, som byggede på logik og naturgivne forhold. Meteren blev defineret som én ti-milliontedel af distancen fra Nordpolen til ækvator. Kilogrammet blev defineret som én tusindedel af én kubikmeter rent vand. Disse definitioner blev valgt for at undgå ejerskab af enhederne, men de kunne ikke nemt udmåles, og kunne dermed ikke bruges i praksis. I stedet fremstillede man de to prototyper i form af en barre og et lod, kaldet mètre des Archives og kilogramme des Archives, som var det bedst opnåelige.
I 1875 var systemet efterhånden blevet vidt udbredt i Europa og Latinamerika, og dette år mødtes tyve industrilande, der blev enige om Meterkonventionen. Der blev oprettet tre organer, som skulle påtage sig ansvaret for den internationale prototype af kilogrammet og meteren, og ansvaret for at sammenligne dem med nationale prototyper. De tre organer der blev dannet var:
- CGPM (en) (Generalkonferencen for Mål og Vægt) - Konferencen finder sted hvert fjerde til sjette år, hvor diplomater fra de nationer der har underskrevet konventionen mødes. Her diskuteres og godkendes de aftaler, der er nødvendige for at udbrede og forbedre SI-enhederne.
- CIPM (en) (Den Internationale Komité for Mål og Vægt) - Komitéen består af atten fremtrædende videnskabsmænd, alle fra forskellige lande, der er nomineret af CGPM. CIPM mødes årligt og har til opgave af rådgive CGPM. CIPM har et antal under-komitéer med ansvar for hver sit emneområde. Et af dem er CCU (Consultative Committee for Units) som rådgiver CIPM om anliggender vedrørende måleenheder.[7]
- BIPM (Det Internationale Bureau for Mål og Vægt) - Bureauet sørger for sikker forvaring af de internationale prototyper af meteren og kilogrammet, det leverer laboratoriefaciliteter for regelmæssig sammenligning af nationale prototyper med den internationale prototype, og bureauet er samtidig sekretariat for CGPM og CIPM.

Definitionen af de grundlæggende SI-enheder er blevet ændret adskillige gange siden meterkonventionen i 1875, og nye grundlæggende SI-enheder er kommet til. I 1971 blev mol tilføjet som en grundenhed. Siden omdefineringen af meteren i 1960, var et kilogram den eneste SI-enhed, som var defineret ud fra en fysisk genstand (artefakt), i stedet for en naturbestemt konstant. Kilogrammets definition medførte, at en række af de andre grundlæggende SI-enheder indirekte også var defineret ud fra en artefakt: molet, amperen og candelaen var forbundet gennem deres definition til massen af den internationale prototype af kilogrammet, en cylinder fremstillet af platin og iridium på størrelse med en golfbold. Denne cylinder blev sikkert opbevaret i en boks nær Paris.

## Omdefinering af SI-enheder i 2019
Nye definitioner af SI-enheder blev vedtaget 16. november 2018 og trådte i kraft 20. maj 2019. De nye definitioner tog udgangspunkt i fire naturkonstanter, hvis værdier man lagde fast: Plancks konstant, Avogadros konstant, Boltzmanns konstant og elementar-ladningen.
Det har længe været en målsætning i metrologien at kunne definere et kilogram i forhold til en fysisk konstant, på samme måde som en meter er defineret i forhold til lysets hastighed. På den 21. generalkonference for mål og vægt (CGPM, 1999) blev det anbefalet "at nationale laboratorier fortsætter deres indsats for at forbedre de eksperimenter, der forbinder masseenheden til en grundlæggende konstant, med henblik på en fremtidig omdefinering af et kilogram." To muligheder tiltrak særlig meget opmærksomhed: Plancks konstant og Avogadros konstant.